# Euregio Inntal
Die Euregio Inntal – Chiemsee – Kaisergebirge – Mangfalltal (Kurzform Euregio Inntal) ist eine Europaregion.

## Geschichte der Europaregion
Die Euregio wurde 1998 gegründet und ist als Teil des Kooperationsraums Österreich und Deutschland Teil von INTERREG III A und unterstützt die grenzüberschreitende Zusammenarbeit von Bayern und Tirol. Zur Region gehören der Landkreis Rosenheim und die Stadt Rosenheim, der Landkreis Traunstein, der Bezirk Kufstein und der Bezirk Kitzbühel. In der Region leben knapp 700.000 Einwohner auf einer Fläche von über 5140 km².

## Träger und Mitglieder
Juristischer Träger der Euregio ist der Verein Euregio Inntal – Chiemsee – Kaisergebirge – Mangfalltal e.V. mit Sitz in Kufstein. Die Euregio Inntal berät potenzielle Projektträger in den Landkreisen Rosenheim und Traunstein, in der kreisfreien Stadt Rosenheim und in den Tiroler Bezirken Kufstein und Kitzbühel zu Fördermöglichkeiten über das INTERREG Förderprogramm der EU. Er behandelt grenzüberschreitende Fragen, Probleme und Sachverhalte im Euregio-Gebiet.
Die Geschäftsstelle der Euregio Inntal befindet sich in der Nähe des Bahnhofs Kufstein. Aktueller Präsident ist der Erste Bürgermeister der Marktgemeinde Neubeuern, Christoph Schneider. Er wurde 2021 als Nachfolger des langjährigen Präsidenten der Euregio, Walter J. Mayr, gewählt.

## Themen der Zusammenarbeit der Europaregion
Die Zusammenarbeit findet vor allem auf folgenden Gebieten statt:
- Raumordnung
- wirtschaftliche Entwicklung
- Verkehr
- Umwelt- und Naturschutz
- Kultur und Sport
- Gesundheitswesen
- Energie
- Abfallwirtschaft
- Tourismus und Naherholung
- Agrarentwicklung

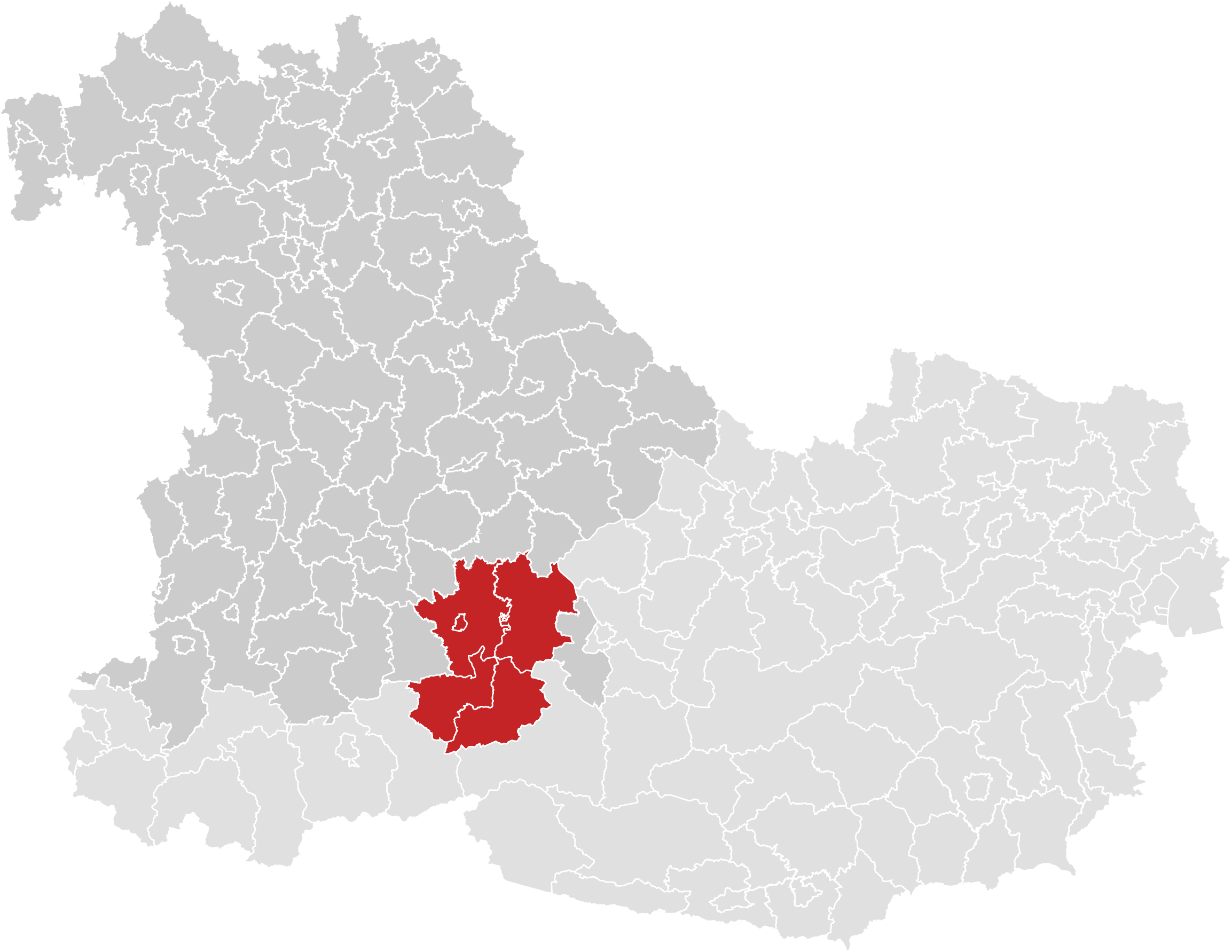
Lage der Euregio Inntal in Bayern/Österreich

- Innovation und Technologietransfer
- Schule und Bildung
- soziale Kooperation
- Rettungswesen und Katastrophenschutz
- Kommunikation
- Zusammenarbeit in der öffentlichen Sicherheit
- Kooperation der Träger öffentlicher Belange

Des Weiteren berät er Bürger, Unternehmen, Verbände, Behörden und sonstige Institutionen in grenzüberschreitenden Fragen.

## Kulturführer
Ein herausgegebener Kulturführer informiert über Geschichte, Kultur und aktuelle Veranstaltungen der Mitgliedsgemeinden.